# Rock River (Wyoming)
Rock River is een plaats (town) in de Amerikaanse staat Wyoming, en valt bestuurlijk gezien onder Albany County.

## Demografie
Bij de volkstelling in 2000 werd het aantal inwoners vastgesteld op 235. In 2006 is het aantal inwoners door het United States Census Bureau geschat op 202, een daling van 33 (-14,0%).

## Geografie
Volgens het United States Census Bureau beslaat de plaats een oppervlakte van 6,1 km², geheel bestaande uit land. Rock River ligt op ongeveer 2157 m boven zeeniveau.

## Plaatsen in de nabije omgeving
De onderstaande figuur toont nabijgelegen plaatsen in een straal van 72 km rond Rock River.